# Loi du 14 frimaire an II
La Convention nationale vote la loi du 14 frimaire an II (4 décembre 1793) qui est une constitution provisoire de la France pendant la durée du gouvernement révolutionnaire. Il s'agit de mettre un terme aux initiatives anarchiques des autorités administratives et des représentants en mission, de rétablir une centralisation plus forte qu'avant 1789. L'initiative en revient notamment au Montagnard Billaud-Varenne. 

## Texte de la loi
La loi crée un Bulletin des lois de la République qui sera adressé à toutes les autorités constituées et à tous les fonctionnaires publics. La loi doit être promulguée localement dans les vingt-quatre heures de la réception et immédiatement exécutée. Les administrations de districts doivent rendre compte dans les dix jours de cette exécution aux "deux comités de gouvernement" (Comité de salut public et Comité de sûreté générale). La loi fixe la compétence de ces deux comités. Le premier s'occupe de la guerre, de la diplomatie, de la correspondance avec les représentants en mission. Le second de la police. Dans les départements, les procureurs généraux et procureurs syndics élus sont supprimés et remplacés par les agents nationaux, chargés de requérir et surveiller l'application des lois, dans les dix jours, ils doivent en rendre compte. Les "armées révolutionnaires" sont supprimées ainsi que les tribunaux révolutionnaires locaux. Il n'y en aura plus qu'un, pour toute la France, il se situera à Paris. Les représentants en mission sont investis de tous les pouvoirs nécessaires pour "épurer les autorités" et établir la prépondérance de la Convention.